# Aristadromips sangangensis
Aristadromips sangangensis är en spindeldjursart som först beskrevs av Zhu och Chen 1983.  Aristadromips sangangensis ingår i släktet Aristadromips och familjen Phytoseiidae. Inga underarter finns listade i Catalogue of Life.